# Galeota

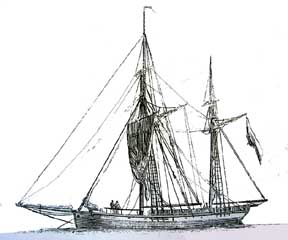
Ilustración de una galeota, en el Diccionario de la Marina de Willaumez, 1831.

La galeota era una galera pequeña de relativa gran velocidad  y buenas condiciones evolutivas, de remo y vela como la galera ordinaria, muy usada por los corsarios. Para su defensa solía llevar fuego griego, que utilizaban gracias a sus buenas condiciones de buena marcha y gobierno. Constaban a lo sumo de dieciséis o veinte remos por banda y tan solo un hombre en cada uno. Su aparejo se reducía a una sola vela latina, aunque había algunas, las menos, con dos.
Llevaba dos mástiles y algunos cañones pequeños. Las galeotas eran muy parecidas a las galeras, sólo que más pequeñas. Las menores tenían diecisiete bancos, no pasando de veintitrés las mayores. Solían llevar al palo mayor sin trinquete ni ningún otro y una sola cubierta sin ninguna obra para defensa en ella, siendo buques muy veloces y ágiles en el mar. Sin embargo, en Berbería, construían galeotas grandes como galeras y muy parecidas a éstas en todo lo demás pero con algunas diferencias en la arboladura, principalmente, para librarse los patrones de servir en guerra al sultán cuando los llamaba, pues eran cargas que pesaban normalmente sobre las galeras.
Llegaron algunas a tener verdadera importancia, como las del emperador bizantino Juan Paleólogo, que tenían 120 pies de eslora, 23 remos por banda y 200 hombres de tripulación.
En Francia en el reinado de Luis XIV, el oficial de marina Bernard Renau d'Eliçagaray ideó unas embarcaciones que llamó galiotes à bombes, que lanzaban bombas con grandes morteros. En España se llamaban galeotas bombardas. Tenían dos o tres palos con sus correspondientes velas.